# Эдемская, Клавдия Петровна
Клавдия Петровна Эдемская (13 ноября 1913 — 5 марта 1983 года) — советский, политический и общественный деятель, депутат Совета Национальностей Верховного Совета СССР от Юринского избирательного округа № 485 Марийской АССР. Заслуженный врач Марийской АССР. Член Комиссии законодательных предположений Совета Национальностей.

## Биография
Родилась в 1913 г. в деревне Плесо летнее (Семеновское) Шелашского сельского общества Шелашской волости (ныне Семёновская в Шенкурском районе Архангельской области), в крестьянской семье.
Окончила Горьковский медицинский институт.
С 1938 г. врач-педиатр в детской консультации, города Йошкар-Ола, заведующая райздравотделом. С 1945 г. заведующая терапевтическим отделением Юринской районной больницы.
Скончалась 5 марта 1983 года, в посёлке городского типа Юрино.